# Crown of Creation (группа)
Crown of Creation — музыкальная группа из Ганновера. Группа разработала свой собственный стиль: поп-музыка с сильным влиянием транса.

## История группы
Crown of Creation основалась в 1985 году. Идеей для названия группы послужил альбом Crown of Creation от Jefferson Airplane.
Группа образовалась в местечке Гроссмоор (округ Адельхайдсдорф) и переехала в 1987 году в Ганновер. После многочисленных изменений в составе и многих записей, группа отправилась в 1993 году с Николь Зукар в студию Рика Джордана (группа Scooter) и записала, при поддержке музыкального продюсера Германа Франка (Accept, Victory), дебютный альбом «Real Life». После выхода диска (1994) к группе присоединился гитарист Олаф Опперман.
В 1994 и 1995 годах группа была на гастролях в департаменте Сена и Марна, недалеко от Парижа. В 1998 году группа распалась. После 11-летнего перерыва Crown of Creation вновь воссоединилась в 2009 году, в старом составе, но с новой солисткой Анной Крёнерт.
В 2010 году был записан диск «Darkness in your Life» и вместе с Dance Factory из Лахендорфа снят видеоклип. С 8 и 11 мая 2010 года на протяжении нескольких недель печаталась серия статей об истории Crown of Creation в местных изданиях «Ватлингер Вестник» или «Ватлингер Эхо», в которой рассказывалось о фактах и новостях группы за последние 25 лет.
На Рождество 2010 года группа подарила своему родному городу Ганноверу песню «At Christmas Time».
Детский хор начальной школы Адельхайдсдорф был с группой в августе 2011 в студии в Ганновере, чтобы спеть припев «Child’s Eyes» и три пассажа на немецком языке. В 2012 году Crown of Creation написали новую, невышедшую песню для благотворительного сборника «Made in Ce(lle)» в пользу Детского хосписа и много работали над выпуском и распространением сборника.
В 2013 году выйдет диск «With the Rhythm in my Mind». По этому случаю видеостудия Emovion сняла клип к главной песне диска и к песне «Child’s Eyes». Планируется большой концерт.

## Участники группы
- Матце / Маттиас Блацек (синтезатор)
- Томас / Томас Чахаровски (синтезатор)

## Бывшие участники группы
- Михаэла Рутч (вокал — 1986)
- Бобби / Аня Винеке (вокал — до 1987)
- Сабине Мартенс (вокал 1987—1988 и 1990)
- Мусси/ Мустафаа Аккуцу (гитара 1987—1988)
- Франк Покрандт(вокал 1988)
- Клаудия Роде (вокал 1988—1989)
- Андреас Хармс (гитара 1988—1989)
- Томас Рихтер (бас-гитара 1988—1989)
- Дирк Шмальц (гитара 1989)
- Ангела Тиз (песня 1990)
- Мартин Цвинер (синтезатор 1992)
- Николь Зукар (в настоящее время фамилия Штэдлер; вокал 1992—1994) — жена основного композитора группы Scooter Рика Джордана (Хендрика Штэдлера) (1993—2014). Её вокал часто использовался в песнях группы Scooter и музыкального проекта Ratty.
- Николь Кнауер (вокал 1993—1998)
- Оппи / Олаф Опперманн (гитара 1994—2010)
- Анне / Анне Крёнерт (вокал 2009—2013)
- Адриан / Адриан Леш (синтезатор 1994—2015)

## Дискография
- 1994: Real Life (контрапункт)
- 1998: Crown of Creation meets Friends (собственное распространение)
- 2001: Paulinchen (в том числе Memory)
- 2003: Berenstark 10 (включает в себя When time is lost)
- 2004: Berenstark 11 (включает в себя Friends)
- 2010: Abstürzende Brieftauben — TANZEN (включает в себя When time is lost)
- 2010: Darkness in your Life
- 2011: W.I.R. präsentiert: Celle’s Greatest (включает в себя Regrets)
- 2012: Celle’s Integrationsprojekt präsentiert: Made in Ce (в том числе Run away и до сих пор неопубликованный Vampires in the Moonlight), сборник в пользу работы детского хосписа в районе Целле
- 2013: With the Rhythm in my Mind
- 2015: Best of Crown of Creation — 30 Jahre Bandgeschichte 1985—2015
- 2019: Tebe pojem
- 2024: Everlasting Love